# 福音の少年 〜Good News Boy〜
『福音の少年 〜Good News Boy〜』（ふくいんのしょうねん グッド ニュース ボーイ）は、加地尚武による日本のライトノベル作品。
魔術や錬金術が科学と同様にシステム化され社会のインフラとして機能している世界で繰り広げられる冒険と恋と成長の物語。御厨家の一家を中心に、キリスト教の聖書にまつわる様々な事件や出来事が主人公の少年・御厨恵に降りかかり、次第に世界中を巻き込んでいく。

## 作品の来歴
本作品の原型となったのは、作者の加地が1996年からインターネット上で公開した、テレビアニメ『新世紀エヴァンゲリオン』の二次創作小説『錬金術師ゲンドウ』であり、『新世紀エヴァンゲリオン』のキャラクターによって織りなされる現代を舞台としたファンタジー小説であった。ぺんぎん書房版の第1巻である「錬金術師の息子」は、『錬金術師ゲンドウ』の登場人物をオリジナル名に変えてはいるが、かなりの部分をそのまま残したものである。

## 主な登場人物
御厨恵（みくりや めぐむ）
主人公。14歳の男子中学生（『放課後のアポストロス』より高校生となる）。これといった取り柄もない目立たない少年であったが、不意に訪れた運命により魔術師（ウィザード）としての才能が開花する。
十川アナ（とかわ アナ）
元々は象山が創った身長約15cmの女性型ホムンクルス。14歳相当の少女に変化した。
大場エリカ（おおば エリカ）
独日ハーフの美少女にして、数十年に一人の才能と言われる秀れた魔女。14歳にしてドイツで大学を卒業済み（飛び級制度による）。魔女としての資格は上級魔女（ハイ・ウィッチ）。御厨家に4年間のホームステイ中で、恵のクラスメイト。使い魔はサルのモン吉と人造人間のオー・バイン。
御厨象山（みくりや しょうざん）
恵の父親。職業は公認錬金術士。
御厨典子（みくりや のりこ）
恵の母親。「呪い」専門の魔女。
大場英介（おおば えいすけ）
エリカの母方の従兄弟。黒縁の丸眼鏡と天辺が平らな麦藁帽子を愛用している。日本魔法大学工学部で知能機械情報学の研究をしており、電子精霊ジャック・フロストを利用して他者の視床をジャックし、嗅覚以外の体感情報を設定通りに認識させる技術を開発している。恵の家庭教師となる。
乾宏平（いぬい こうへい）
様々な、社会の暗部に迫るネタを書き続けているルポライター。
須藤夏生（すどう なつき）
女性。ジャズシンガーでサックス奏者。乾とは旧知の仲。父の仇を追い求めている。
蔦谷重三郎（つたや じゅうざぶろう）
古書店「耕書堂」の店主。象山は馴染みの客の一人。
柿崎怜子（かきざき れいこ）
フェッセンデン式人工宇宙の研究に没頭する女性科学者。科学者としての立場から錬金術師を軽蔑していたが、象山と出会い、彼に惹かれていく。その後、垢抜けなかった外見を、派手な金髪に変える。
島田敏明（しまだ としあき）
柿崎の助手。小田早苗の恋人
小田早苗（おだ さなえ）
OL。島田の恋人。
佐々木智和（ささき ともかず）
恵とエリカのクラスメイト。オタク趣味がある。
南康司（みなみ こうじ）
恵とエリカのクラスメイト。
由利原愛（ゆりはら あい）
恵とエリカのクラスメイト。魔女の一類型である「巫女」であり、その関係で転校してきたエリカと親しくなる。
ウィズ・ブリティッシュ
北米大陸担当の魔術師。紋章は「向かい獅子」。
ウィズ・シェルナー
ヨーロッパ地区担当の魔術師。邪眼の持ち主であるため、普段は専用のバイザーを着用。その姿から“一つ目巨人（サイクロップス）”の異名をもつ。紋章は「逆卍」。
曲都光（まがつ ひかる）
闇の王子。
ベルゼブブ
大悪魔。曲都光に付き従う。愛称はブブちゃん。
AB（えーびー）
インヴォルブド・ピープルの指導者。白髪白髯の老紳士。ゴムのように伸び縮みする肉体の持ち主。本名はアンブローズ・ビアス。
タランテラ
青白い皮膚と紫色の唇を持つ美女。ABの側近。インヴォルブド・ピープル。あらゆる電磁波を“見る”ことができる。
サッダーム・フセイン
イラク王国軍の大佐。獣化能力を持つインヴォルブド・ピープル（狼男）。
シロー
チベット族の少年。獣化能力を持つインヴォルブド・ピープル。白猿に変じるため、ハヌマーンの愛称で呼ばれる。
ウラーニアー
書架世界（ビブリオテーケー）を管理する司書（ふみつかさ）、9人姉妹の末娘。

## 書籍

### ぺんぎん書房版
ぺんぎん書房の倒産により三冊とも絶版。
- 福音の少年 Good News Boy 錬金術師の息子 ISBN 978-4901978163
- 福音の少年 Good News Boy 図書館のキス ISBN 978-4901978415
- 福音の少年 Good News Boy 歌う錬金術師 ISBN 978-4901978613

### 徳間デュアル文庫版
- 福音の少年 Good News Boy 魔法使いの弟子 ISBN 978-4199051692
- 福音の少年 Good News Boy 闇の王子 ISBN 978-4199051715
- 福音の少年 Good News Boy 虹のウロボロス ISBN 978-4199051739 - ぺんぎん書房版『錬金術師の息子』を、再版にあたって加筆修正して三分冊としたもの。
- 福音の少年 Good News Boy 王立図書館十字軍　ISBN 978-4199051760 - ぺんぎん書房版『図書館のキス』を、再版にあたって大幅に（作者曰く「97%」）加筆修正したもの。
- 福音の少年 Good News Boy 放課後のアポストロス　ISBN 978-4199051784 - ぺんぎん書房版『歌う錬金術師』を、再版にあたって大幅に加筆修正したもの。
- 福音の少年　Good News Boy 時の神に抗いて　ISBN 978-4199051807（書き下ろし）
- 福音の少年　Good News Boy 闇と光を統べるもの（最終巻）ISBN 978-4199051814（書き下ろし）